# Эва Соннет
Э́ва Со́ннет (пол. Ewa Sonnet, настоящее имя — Беа́та Корне́лия Домбро́вская, пол. Beata Kornelia Dąbrowska; 8 марта 1985, Рыбник, ПНР) — польская веб- и фотомодель, певица.

## Карьера
Карьеру фотомодели начала в 18 лет: благодаря своей большой груди, Эва была замечена несколькими крупными компаниями, в том числе журналом CKM, который и предложил ей съёмки в откровенных фотосессиях. Эва предложение приняла. Съёмки для журнала сделали её новым секс-символом Польши. Одновременно с этим она получает предложение сняться в порно от нескольких крупных порностудий, но даёт отказ. В конце 2003 года Эва снимается для популярного польского веб-сайта Busty.pl. На снимках и видео, снятых для сайта, Эва Соннет часто изображена топлес. Иногда она снималась вместе с другими эротическими фотомоделями: Беатой Флорой, Анетой Буэной и порноактрисой Инес Кудной.
Через 2 года работы моделью Эва Соннет была замечена лидером польской группы Varius Manx Робертом Янсоном. В результате их совместной работы в июле 2005 года был выпущен сингл …i RNB, содержащий три песни. В октябре 2006 года вышел диск с первым альбомом Эвы Соннет — Nielegalna, в который были включены 11 треков, записанных в студии звукозаписи в Лодзи. Альбом был сведён в нью-йоркской Sterling Sound Studio. Автором музыки на первой пластинке был Роберт Янсон.
В январе 2007 года Эва Соннет записывала в Швеции свой второй альбом, Hypnotiq, продюсерами которого являются Томми Экман, Джад Фридман и Мэтт Нобл.
В 2007 году также принимала участие в первом сезоне телешоу «Звезды танцуют на льду» (пол. Gwiazdy tańczą na lodzie, аналог российского «Звёзды на льду»), но выбыла в третьем туре. Её партнером был Лукаш Южвяк.
С 2013 года занимается собственным сайтом 3wasonnet.com с эротическим контентом.

## Дискография

### Альбомы
- 2006 — Nielegalna (Illegal)
- 2007 — Hypnotiq (Hypnotic)

### Синглы
- 2005 — ...I R'n'B
- 2006 — Nie zatrzymasz mnie (You Won’t Stop Me)
- 2007 — Cry Cry
- 2008 — California